# ももクロと行く! 〜スターダストプロモーションのアイドルたちが日本全国制覇をしちゃう旅〜
『ももクロと行く! 〜スターダストプロモーションのアイドルたちが日本全国制覇をしちゃう旅〜』（ももクロといく! 〜スターダストプロモーションのアイドルたちがにほんぜんこくせいはをしちゃうたび〜）は、2019年10月4日から2021年3月27日までBS日テレで放送されていたバラエティ通販番組である。略称は「もも行く」。

## 概要
芸能事務所・スターダストプロモーション所属のももいろクローバーZが、STARDUST PLANET（女性アイドル部門）の妹分グループを引き連れ、日本中を旅する番組。道行く人とふれあい、助けられながら、旅を進めていくロードムービー仕立てとなっている。
旅で出会う名産品を、地元のお店の人の協力を得ながらオリジナル商品としてアレンジし、視聴者におすそ分け（通信販売）する。そのため、バラエティ番組でありながら通販番組を兼ねている。
放送開始から約半年後に新型コロナウイルス感染症が発生し、ロケがストップ。再放送を流したり、メンバーが自宅からリモート出演する企画でつないだりしたが、ロケ再開の見込みは立たず。福島県でメンバーが米作りをする農業プロジェクトも始動していたが、お蔵入りとなってしまった。
その後は、東京グランドホテルの芙蓉の間での収録が中心となり、番組本来の趣旨を生かすことができないまま、惜しまれつつも放送終了となった。コロナ収束後に復活を願う声が多く寄せられ、番組公式ツイッターは「またいつかあなたの街でお会いできる日を夢見て！」とのメッセージを発表した。
終了から7か月後の2021年10月31日に、本番組の後継となる不定期番組『ももクロのぐるぐるグルメ ～おなかいっぱい元気旅～』が放送開始。

## 出演者
- ももいろクローバーZ
  - 百田夏菜子
  - 玉井詩織
  - 佐々木彩夏
  - 高城れに
- スターダストプロモーション所属のタレント

ナレーション
- なすなかにし

## 放送時間
- 2019年10月4日 - 2020年3月20日
  - 金曜日 23:00 - 23:30

- 2020年4月4日 - 
  - 土曜日 23:30 - 翌0:00（再放送を含む。月1回休みの回が存在し、休みの日は「中島由貴とミライアカリの女子会ですが」が放送された。2021年2月13日は、福島県と宮城県で発生した震度6強の地震のニュースのため放送休止）

### 過去のアンコール放送
- 土曜日 16:30 - 17:00（2019年10月5日 - 2020年3月14日） - この再放送回のタイトルは『土曜も! ももクロと行く!』であった。2020年1月18日、3月14日の放送は、スピンオフ（新作）を放送していた。
- 日曜日 18:30 - 19:00（2020年4月5日 - 4月26日）

## スタッフ
- 企画・チーフプロデューサー：筒井亥彦
- 構成：石原健次、戸田倫彰
- MD：中村紀博
- リサーチ：宇津木瞳子
- CAM：小林真土、川﨑雅敏
- 音声：遠藤拓也
- CA：林尚生
- 美術：栗原和也
- 美術協力：日テレアート
- 編集：桑原啓樹
- MA：小川智生
- 音効：高取謙
- 技術協力：NiTRo
- 協力：スターダストプロモーション
- 事業担当：岡本惇一、渡辺裕子、佐々木友里、磯薫、山口涼子
- 広報：若林真弓、小野間彩留留
- 営業担当：園部友章
- 制作進行：越智誠子、酒井大地、小倉匡平
- ディレクター：西山英雄
- 演出：平井正寿
- 監修：寺沢隆
- プロデューサー：内海皐月、椿有貴
- 制作協力：AX-ON
- 製作著作：BS日テレ